# Zigomorfo

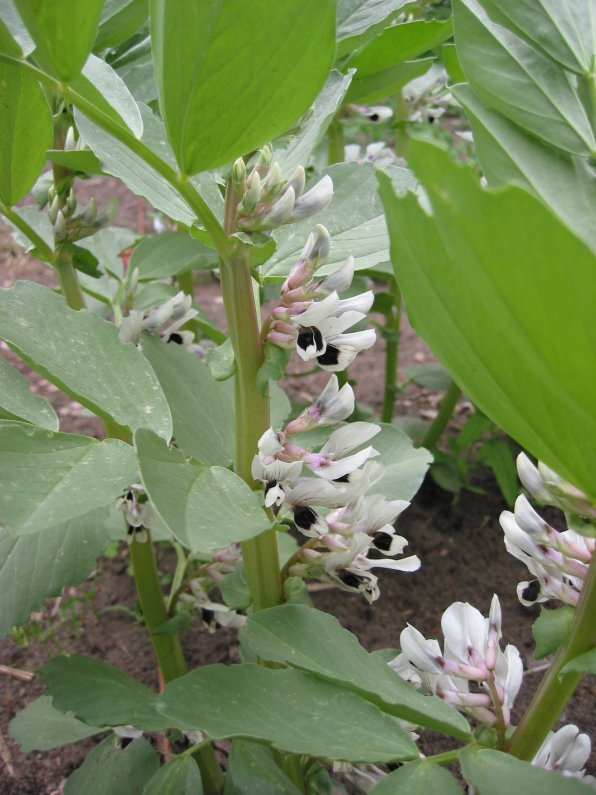
Ejemplo de flores zigomorfas: Vicia faba (haba).

Zigomorfo, del griego ζυγόν, yugo, y μορφος, forma; literalmente, «en forma de yugo»; en Botánica, se aplica a los órganos o partes de la planta (normalmente las flores) que poseen un plano de simetría bilateral, como las flores de muchas fabáceas corrientes, (las Faboideae presentan flores zigomorfas, pero las pertenecientes a las otras dos subfamilias dentro de Fabaceae, es decir, Mimosoideae y Caesalpinioideae presentan flores actinomorfas) y, por ejemplo, unas escrofulariáceas, muchas Lamiaceae y las orquídeas.
Se opone al término actinomorfo que se emplea para designar flores de simetría radial.